# 花札参
花札参（はなふださん）はハンゲームで提供されている花札のオンラインゲームである。2010年9月に「新二人で花札」からアップデートされた。

## 概要
こいこいに似たルールを持つ韓国花札のゲーム「ゴーストップ」を日本語化したゲームである。現在は2人対戦の花札参のみがプレイできるが、かつては3人花札やこいこいが強制される「さいこい花札」などのゲームもプレイできた。

## ルール
50枚の札（12か月×4枚+ボーナス札2枚）を使用する。場に8枚、各プレイヤーに10枚ずつ配り残り22枚を山札とする。基本的なルールはこいこいと同様で、自分の手札から1枚、山札から1枚を場に出し、場札にある同じ月の札を取るという流れを繰り返す。手番は10回行い、後述のボーナス札を引いた場合は山札からもう1枚引くため、最後まで対戦が続行した場合は全ての札を使用する。
先に7点取ったプレイヤーが勝利だが、こいこいと同じくより高得点を目指して「こい」をすることができる。「こい」の回数に応じて点数が加算されるほか、3回以上「こい」をすると点数が倍倍で増えていくため、大量の点数を獲得できる。
点数のやり取りは「花札マネー」を使用する。各部屋ごとに1点あたり何円というレートが存在し、花札マネーが多くなると称号がランクアップし、より高いレートのロビーに入場できる。課金によるチャージも可能。

### 役
役の詳細は花札#構成を参照。
| 役     | 点数                              | 備考                                                         |
| ------ | --------------------------------- | ------------------------------------------------------------ |
| 五光   | 15点                              |                                                              |
| 四光   | 4点                               | 柳に小野道風を含んでも（雨四光）点数は同じ。                 |
| 三光   | 3点                               | 柳に小野道風を含まない20点札3枚。                            |
| 雨三光 | 2点                               | 柳に小野道風を含む20点札3枚。                                |
| 猪鹿蝶 | 5点                               |                                                              |
| 赤短   | 3点                               |                                                              |
| 青短   | 3点                               |                                                              |
| 草短   | 3点                               |                                                              |
| 短冊   | 5枚で1点、さらに1枚ごとに1点      |                                                              |
| タネ   | 5枚で1点、さらに1枚ごとに1点      | 菊に盃はタネ1枚か1点札2枚分として使える。                    |
| カス   | 10枚分で1点、さらに1枚分ごとに1点 | 柳のカス、桐の赤カスは1点札2枚分。ボーナス札は3枚分と2枚分。 |

### 特殊役
- 爆弾

手札3枚で場札1枚の同じ月の札4枚を取った場合に発生。相手の1点札を1枚奪え、オープン同様勝った時の点数が2倍になる。3枚の手札を使用するため、爆弾札（自分の札を使わずに山札を1枚引く）が2枚配られる。
- オープン

手札に同じ月の札が3枚あり、場札にその月の札がない場合に使用できる。3枚の札を相手に公開する。勝った時の点数が2倍になる。
- ハリツキ

場札1枚+手札1枚+山札1枚が同じ月だった場合に発生する。その3枚は獲得できずに場札として残る（山札がボーナス札を含む場合はこの3枚を獲得した場合に効果が発動する）。
初手で発生すると7点分、初手から2連続で14点分、初手から3連続で21点分相手から花札マネーを奪える。
- 大収穫

場に3枚ある同じ月の札を自分の手札、あるいは山札で取った場合に発生する。自分のハリツキによる札を取った場合は相手の1点札を2枚、相手のハリツキ、もしくはゲーム開始時からすでに場に3枚あった札を取った場合は1枚奪える。
- ニコニコ

場札2枚+手札1枚+山札1枚の組み合わせで同じ月のカードを4枚取った場合に発生する。相手の1点札を1枚奪える。
- 総取り

場札がなくなった場合に発生する。相手の1点札を1枚奪える。
- ボーナス札

最初に配られたときに場にあるボーナス札は先攻（親）が獲得する。手札または山札から使用した場合は相手の1点札を1枚奪ったうえで自分のカードとして獲得できる。手札の場合は山札から1枚補充され、山札の場合は続けてもう1枚引く。
- ミッション

特定の札や20点札を集めよなどのミッションがプレイ開始時に表示され、ミッションクリア時にはボーナス点か勝利時の点数に倍率がかかる。

### 特殊勝利
- 大統領

手札、もしくは場札に4枚同じ月の札が揃った場合に発生する。揃ったプレイヤーが10点の勝利。対戦開始時に揃うことが多いが、ボーナス札を使用した場合は対戦途中でも発生する（対戦途中に発生した場合は大統領を宣言せずにプレイ続行可能）。
- 3ハリツキ

同じプレイヤーが3回ハリツキを起こした場合に発生する。3ハリツキを起こしたプレイヤーが7点の勝利。

### 倍付け
勝敗決定時の獲得札の状況によって点数が2倍になる。
- カス倍付け

1点札10枚以上、相手が1点札7枚以下の時に勝利する。
- タネ倍付け

10点札を7枚以上所持している状態で勝利する。
- 光倍付け

20点札3枚以上、相手が20点札0枚の時に勝利する。
- こいかぶり

相手がこいこいをしている状態で勝利する。

## その他
- プッシュ

勝利した時にマネーを受け取らずに次の勝負を倍付け（2倍・4倍）にするか選択できる。相手が拒否した場合・対戦開始前に退出した場合は本来のマネーを獲得する。勝者が決まらなかった場合も次の勝負は倍付けになる。

## 声の出演
花札参では江戸の町をモチーフとしており、登場キャラクターに声優を起用している。これらの音声はオプションで設定できる。
- 博徒・おすたぬき：間島淳司
- 小姓・おすきつね：小田久史
- 侍・立会人：前野智昭
- 花魁：原由実
- 巫女：矢作紗友里
- 看板娘：日笠陽子